# Lufthansa Regional

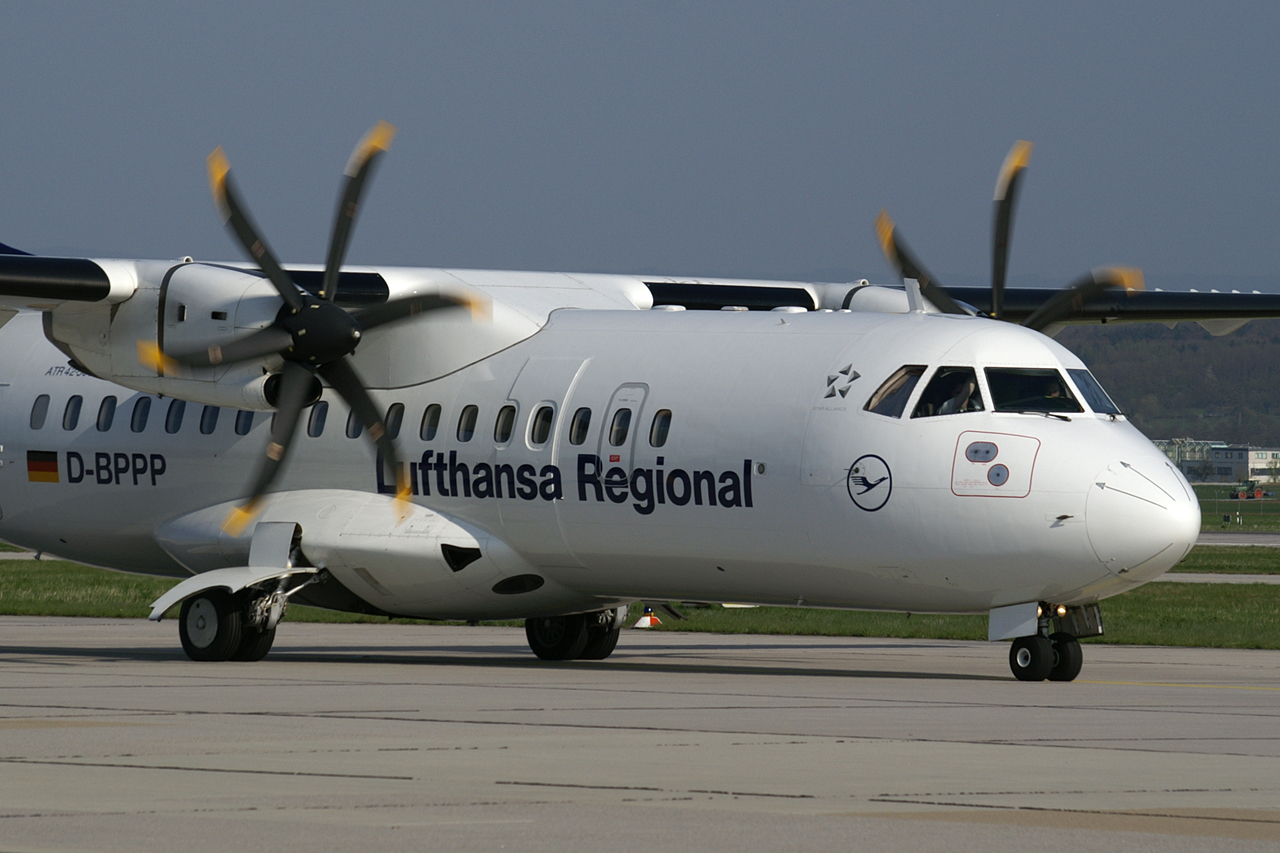
ATR-42 авиакомпании Contact Air

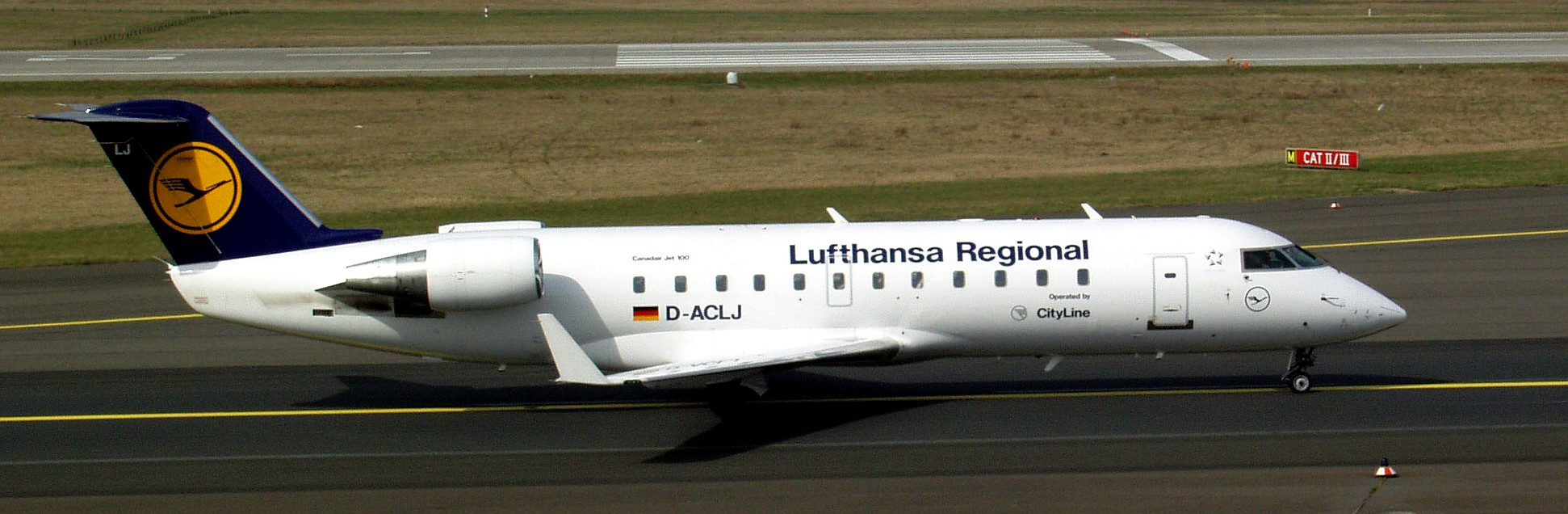
CRJ-100 авиакомпании Lufthansa CityLine

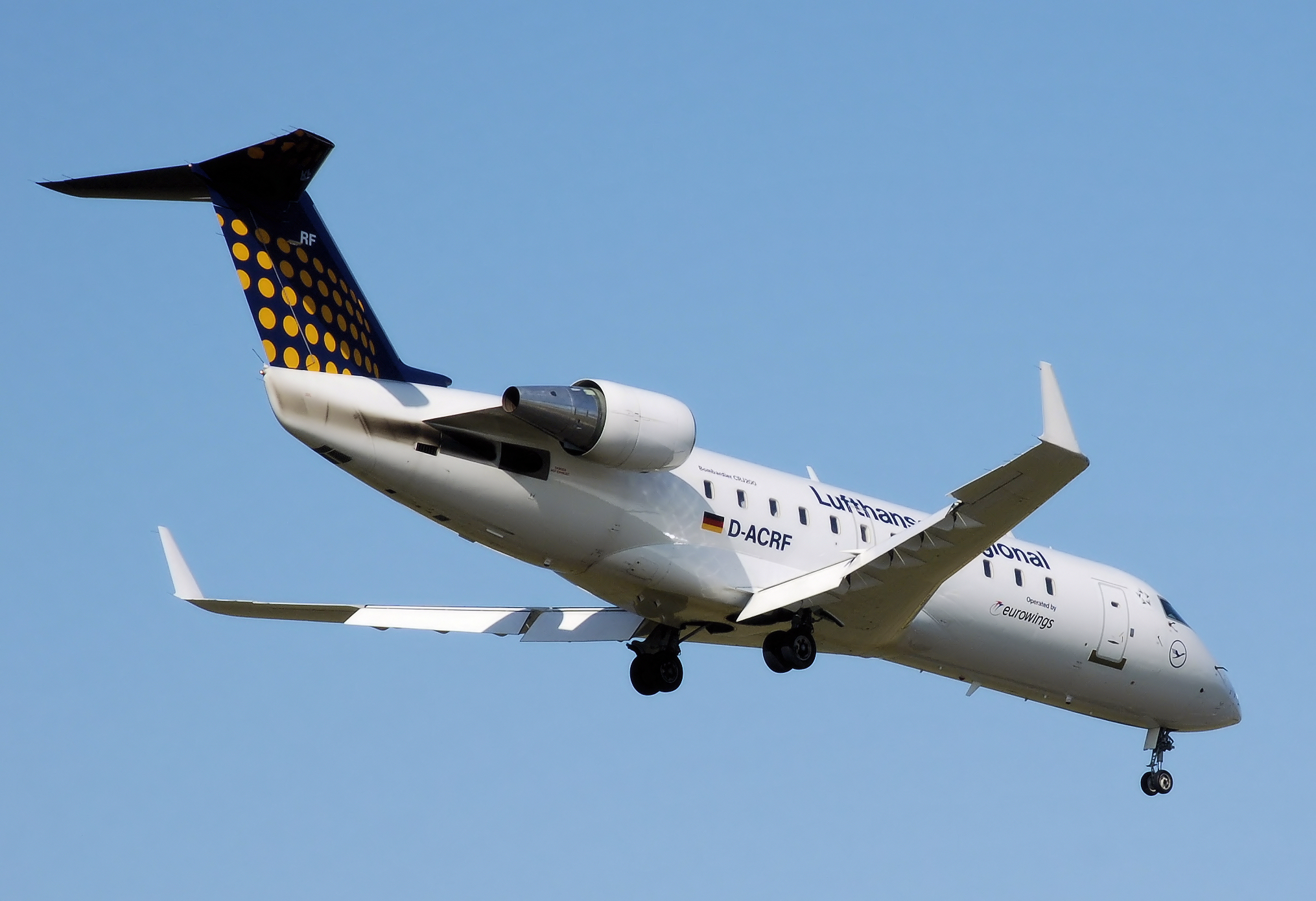
CRJ-200 авиакомпании Eurowings

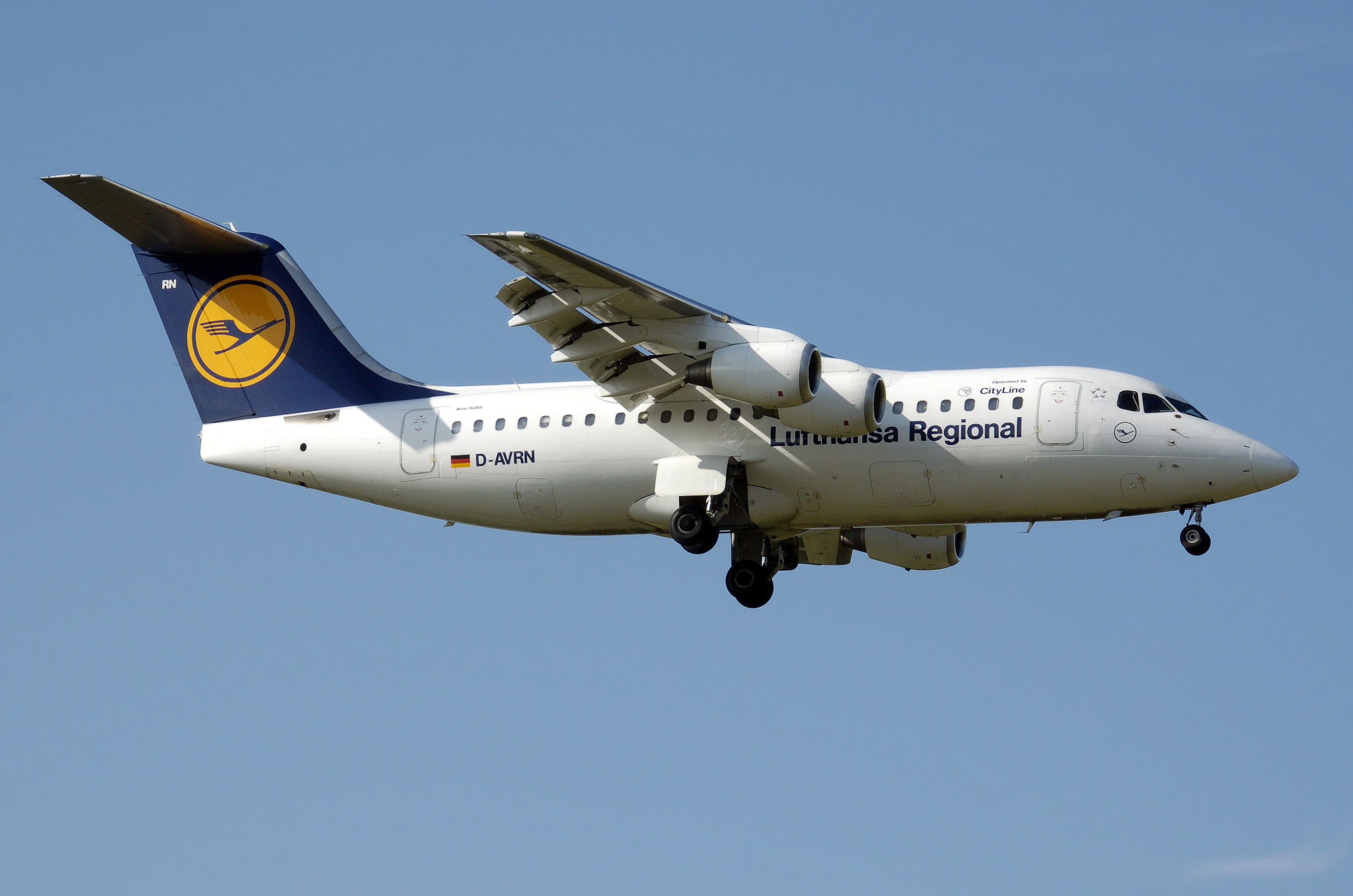
Avro RJ85 авиакомпании Lufthansa CityLine в заходе на посадку в Международном аэропорт Бирмингем

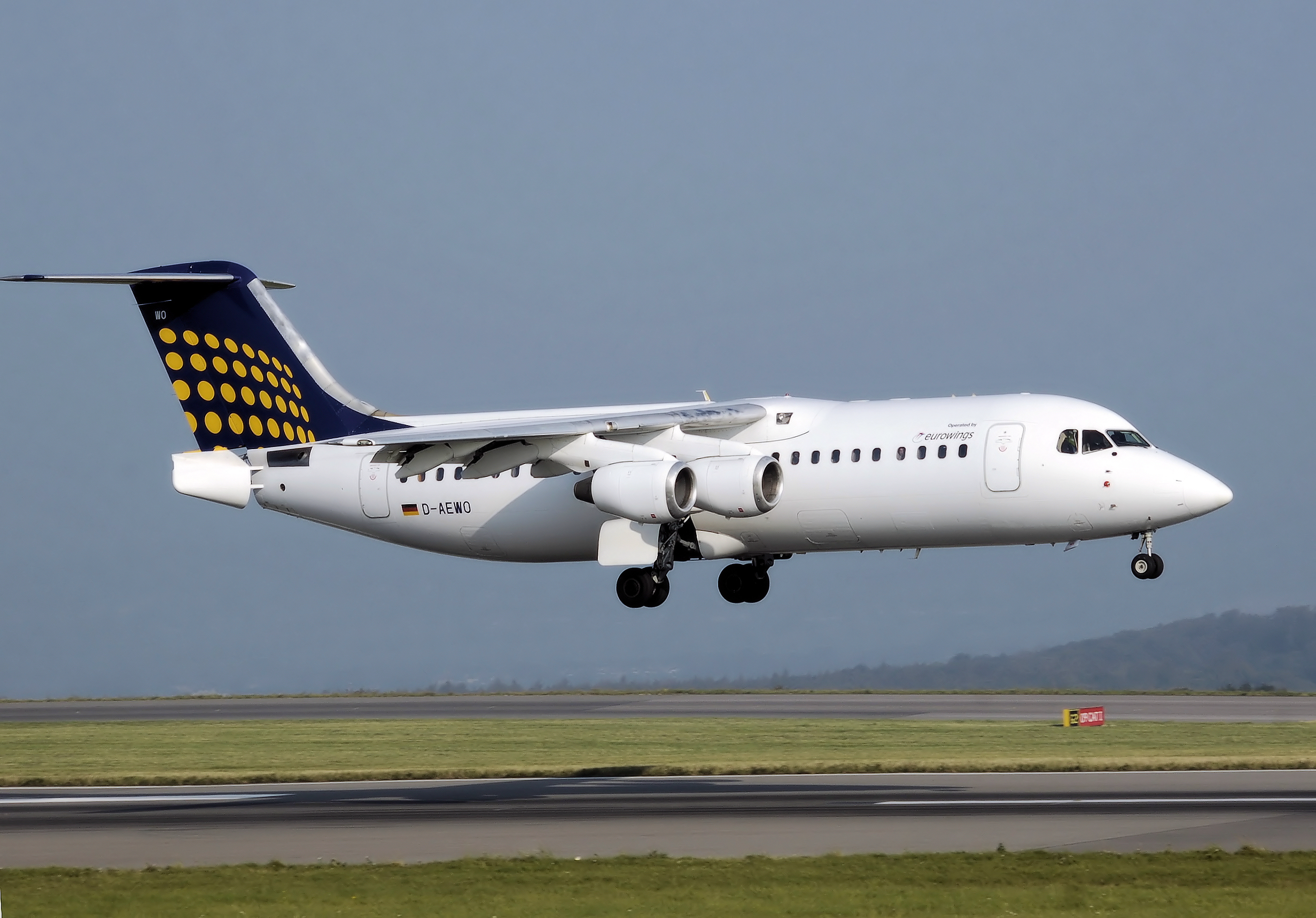
BAe 146—300 авиакомпании Eurowings садится в Международном аэропорту Бристоль, Англия

Lufthansa Regional — коммерческая группа региональных авиаперевозчиков, принадлежащих флагманской авиакомпании Германии Lufthansa.
Работающие под торговой маркой Lufthansa Regional региональные авиакомпании ежегодно перевозят около 10,5 миллионов пассажиров, обслуживая более 150 регулярных маршрутных направлений во всех странах Европы и совершая около 5700 рейсов еженедельно. Общий воздушный флот Lufthansa Regional составляет 150 самолётов по состоянию на апрель 2010 года.

## Состав
В состав коммерческой группы Lufthansa Regional входят следующие региональные авиакомпании:
- Air Dolomiti
- Augsburg Airways
- Contact Air
- Eurowings
- Lufthansa CityLine

## Флот

### Lufthansa CityLine
В апреле 2010 года воздушный флот авиакомпании Lufthansa CityLine составляли следующие самолёты:
- 18 × Avro RJ85
- 12 × Bombardier CRJ-100 / CRJ-200LR
- 20 × Bombardier CRJ-700ER
- 12 × Bombardier CRJ-900 (15 on order)
- 4 × Embraer 190
- 4 × Embraer 195

Дополнительно компанией подписано соглашение о лизинге ещё 13 единиц Avro RJ85, что означает эксплуатацию этих самолётов до конца 2010-х годов.
Средний возраст самолётного парка Lufthansa CityLine в марте 2010 года составлял 8,5 лет.

### Eurowings
В апреле 2010 года авиакомпания Eurowings эксплуатировала следующие самолёты :
- 1 × BAe 146—200
- 2 × BAe 146—300
- 18 × Bombardier CRJ-100/200LR
- 2 × Bombardier CRJ-700
- 13 × Bombardier CRJ-900

По состоянию на март месяц 2010 года средней возраст судов компании Eurowings составил 7,4 лет.

### Contact Air
Воздушный флот авиакомпании Contact Air в марте 2010 года составляли следующие лайнеры:
- 5 × ATR 42-500
- 8 × Fokker 100

При этом, средних возраст самолётного парка компании составил 14 лет.

### Augsburg Airways
По состоянию на март месяц 2010 года воздушный флот авиакомпании Augsburg Airways составляли следующие самолёты:
- 10 × Bombardier Dash 8 Q400
- 1 × Embraer 190
- 5 × Embraer 195

В том же месяце средний возраст воздушный судов перевозчика составил 5,3 лет.

### Air Dolomiti
В апреле 2010 года авиакомпания Air Dolomiti эксплуатировала следующие самолёты:.
- 6 × ATR 42-500
- 13 × ATR 72-500
- 5 × Embraer 195

По состоянию на март 2010 года средний возраст парка самолётов авиакомпании составил 7,6 лет..